# Wave pendulum
Pour les articles homonymes, voir Wave et Pendulum.

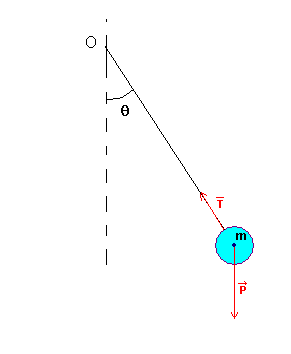
Schéma d'un pendule pesant simple.

Un wave pendulum est un dispositif physique et mécanique composé de plusieurs pendules pesants (entre dix et vingt la plupart du temps) ayant chacun une longueur de fil bien déterminée. Lorsque tous les pendules sont libérés en même temps du même niveau, on peut alors observer des motifs réguliers, composés entre autres de vagues harmoniques et de périodes durant lesquelles certains groupes de pendules sont en phase, de telle sorte que les masses semble avoir des mouvements coordonnés entre elles.

## Calcul des longueurs de fil des pendules

### Explication théorique
La première étape est de fixer une longueur {\displaystyle L} qui sera constante et surtout connue. Elle représente la longueur de fil du pendule qui sera le plus long. En partant de cette longueur, on va alors déterminer les autres longueur de fil pour pouvoir observer les effets attendus.
Le principe est le suivant : lorsque la masse du pendule le plus long aura effectué un nombre {\displaystyle T_{0}} de périodes, la masse du pendule légèrement plus court devra avoir effectué une période de plus, c'est-à-dire {\displaystyle T_{0}+1=T_{1}} périodes, le suivant encore légèrement plus court devra en avoie effectué deux de plus, c'est-à-dire {\displaystyle T_{0}+2=T_{2}} périodes et ainsi de suite pour chaque longueur de fil décroissante. On appelle {\displaystyle L_{1}} la longueur du fil légèrement plus petit que le fil le plus long de longueur {\displaystyle L}, on appelle {\displaystyle L_{2}} le fil encore légèrement plus court, et ainsi de suite pour chaque fil de longueur décroissante.
On en déduit donc en généralisant que lorsque le fil de longueur {\displaystyle L_{n}} aura effectué {\displaystyle T_{n}} périodes, le fil de longueur {\displaystyle L_{n+1}} aura effectué {\displaystyle T_{n+1}} périodes.
On a la formule suivante qui donne la période {\displaystyle T_{n}} d'un pendule simple de longueur quelconque:
{\displaystyle T_{n}=2\pi {\sqrt {\frac {L_{n}}{g}}}}

### Exemple d'application
Si on fixe la longueur {\displaystyle L} du fil le plus long étant égal à, par exemple 40 centimètres, et que l'on décide que ce pendule devra avoir effectué {\displaystyle x=15} périodes lorsque le pendule suivant, de longueur de fil {\displaystyle L_{1}}, en aura effectué {\displaystyle (x+1)=16}, on obtient alors la relation suivante :
{\displaystyle L_{1}=L\left({\frac {x}{x+1}}\right)^{2}}
{\displaystyle L_{1}=40\left({\frac {15}{16}}\right)^{2}\approx 35{,}16cm}
De la même manière, on a pour le fil de longueur {\displaystyle L_{2}} qui doit faire deux périodes de plus que le pendule de longueur {\displaystyle L} :
{\displaystyle L_{2}=L\left({\frac {x}{x+2}}\right)^{2}}
{\displaystyle L_{2}=L\left({\frac {15}{17}}\right)^{2}\approx 31{,}14cm}